# Amber Riley
Amber Riley (Los Angeles, Califòrnia, 15 de febrer de 1986) és una actriu i cantant nord-americana, és reconeguda pel seu paper de Mercedes Jones en la sèrie de televisió Glee.

## Biografia

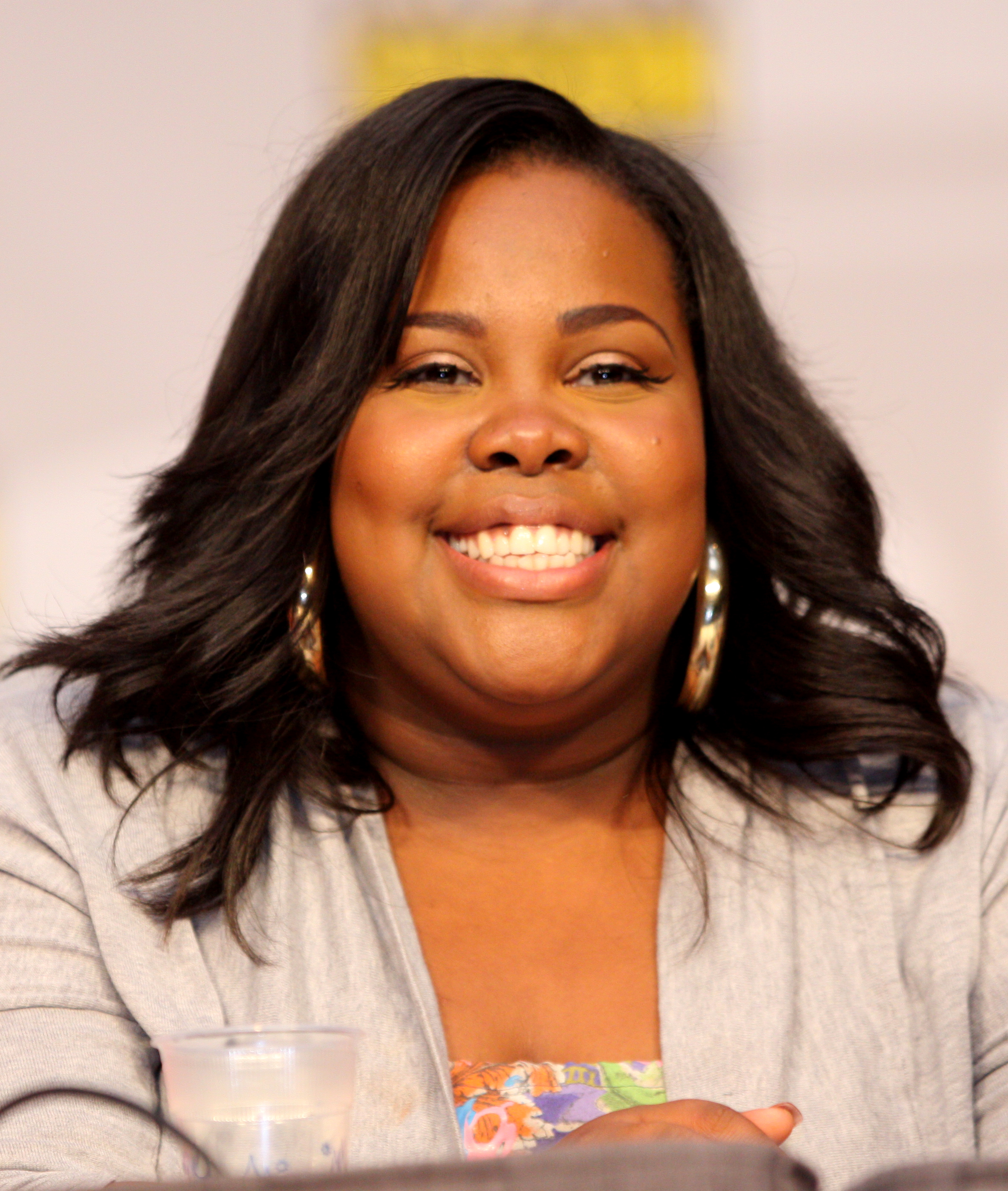
Amber Riley al Comic Con (2010)

Riley va néixer a Los Angeles, Califòrnia, filla de Tiny Hightower i Elwin Riley. A l'edat de 17 anys, es va presentar al reality American Idol, però va ser rebutjada pels productors.
Després va ser seleccionada per Ryan Murphy per al pilot de la sèrie ST. Sass, però aquest mai va ser emès. Es va graduar a La Mirada High School a La Mirada, Califòrnia, en 2004. El 2006, Riley audicionó per al paper de Effie White Dreamgirls, però no seria seleccionada. A continuació, va obtenir un rol de Cedric the Entertainer Presents, on va ser vista pels productors de la sèrie de FOX, Glee, qui van decidir fer-li una prova, quedant seleccionada per interpretar a Mercedes Jones en aquest xou, rol que representa en l'actualitat. Propietària d'una sorprenent veu, Amber interpreta moltes de les cançons que s'escolten a Glee.
Riley ha desenvolupat també una intensa carrera teatral, havent estat part dels elencs de les obres Alícia al país de les meravelles, A Midsummer Night 's Dream, Into the Woods i Mystery on the Docks a Los Angeles Opera.
Actualment Riley resideix a Long Beach, Califòrnia, amb la seva família.

## Filmografia
| Any     | Títol                      | Paper                       | Notes                                          |
| ------- | -------------------------- | --------------------------- | ---------------------------------------------- |
| 2002    | St. Sass                   | Toby                        | pilot                                          |
| 2009–15 | Glee                       | Mercedes Jones              | 93 episodis                                    |
| 2010    | The Simpsons               | Aiesha (veu)                | Episodi: "Elementary School Musical            |
| 2011    | Glee: The 3D Concert Movie | Mercedes Jones              | Concert film                                   |
| 2013    | Dancing with the Stars     | ell mateix                  | temporada 17 hivern                            |
| 2014    | Dancing with the Stars     | ell mateix                  | temporada 18, episodi: "The Finals Award Show" |
| 2015    | My One Christmas Wish      | Jackie Turner               | Telefilm                                       |
| 2015    | The Wiz Live!              | Addaperle                   | Televisió                                      |
| 2016    | Crazy Ex-Girlfriend        | Fantasma dels somnis #2     | Episodi: "Josh Has No Idea Where I Am!"        |
| 2017    | Let It Shine               | ell mateix / Jutge convidat |                                                |
| 2018    | Nobody's Fool              |                             |                                                |